# Romance burlesque
Pour plus de détails, voir Fiche technique et Distribution.
Romance burlesque (Thrill of a Lifetime) est un film américain en noir et blanc réalisé par George Archainbaud, sorti en 1937.

## Fiche technique
- Titre : Romance burlesque
- Titre original : Thrill of a Lifetime
- Réalisation : George Archainbaud
- Production : Fanchon
- Société de production : Paramount Pictures
- Scénario : Seena Owen, Grant Garett et Paul Girard Smith d'après une histoire de Seena Owen et Grant Garett
- Musique : Gordon Jenkins et John Leipold (non crédités)
- Chorégraphe : LeRoy Prinz
- Photographie : William C. Mellor
- Montage : Doane Harrison
- Direction artistique : Franz Bachelin et Hans Dreier
- Costumes : Edith Head
- Pays de production : États-Unis
- Format : noir et blanc - Son : Mono (Western Electric Mirrophonic Recording)
- Genre : Comédie musicale
- Durée : 75 min
- Dates de sortie : 
  - États-Unis : 3 décembre 1937
  - États-Unis : 13 janvier 1938

## Distribution
- James V. Kern : Jimmie
- Charles Adler : Charlie
- George Kelly : George
- Billy Mann : Billy
- Judy Canova : Judy Canova
- Ben Blue : Skipper
- Eleanore Whitney : Betty Jane
- Johnny Downs : Stanley
- Betty Grable : Gwen
- Leif Erickson : Howard « Howdy » Nelson
- Buster Crabbe : Don
- Dorothy Lamour
- Si Jenks : messager